# رنتسو باریویرا
رنتسو باریویرا (ایتالیایی: Renzo Bariviera؛ زادهٔ ۱۶ فوریه ۱۹۴۹) بازیکن بسکتبال اهل ایتالیا است.
وی در مسابقات کشوری و بین‌المللی در مجموع برندهٔ ۳ مدال برنز شده‌است.